# Gornji Čemehovec
Gornji Čemehovec – wieś w Chorwacji, w żupanii krapińsko-zagorskiej, w gminie Kraljevec na Sutli. W 2011 roku liczyła 125 mieszkańców.